# Aparigraha
Az aparigraha (szanszkrit szó (अपरिग्रह), jelentése: nem-birtoklás, birtoklás-mentesség, nincstelenség. Minden birtoklásról és vágyról való lemondás. Az ind filozófiában és vallásokban használt fogalom: nem-kötődés sem emberekhez, sem tárgyakhoz, és csak a létfenntartáshoz szükséges dolgok megtartása. A dzsainizmusban az öt nagy fogadalom egyike.
Az aparigraha olyan etikai tiltást tartalmaz, ahol az individuum értelmetlen, soha szűnni nem akaró szerzési ösztönét, az önzés és kapzsiság belső indíttatását veszi célba. Az énjével azonosult egyén a világ felé éli meg önmagát, s a tudat működését teljesen a világban való elmerülés, a vele való azonosulás szabja meg. Önmagát a világi jelenségeken keresztül, az én-érzethez való ragaszkodásban tartja életben: "Az életösztön: a saját én fenntartásához, valamint éppúgy a tudott, mint az elért dolgokhoz való ragaszkodás".
Az egyén a szegénység-gazdagság két ellentétes pólusának feszültségében látja és értékeli az emberi létet. Igyekezete arra irányul, hogy adottságaival és lehetőségeivel olyan életformát alakítson ki magának, amivel egyre közelebb kerülhet az utóbb említettek által képviselt életszínvonalhoz. A pénz, a vagyongyűjtés és takarékosság kérdése egészen más megítélés alá esik az ind filozófiában, ahol szintén tradíciója van a családon belüli vagyon értő kezelésének. A javakhoz való viszonyulás kérdését is a karma törvényének tükrében vizsgálták és értelmezték:  "az vagy magad is, amit magadnak megszerzel" 
Amíg valaki függőségi viszonyban van az anyagi javakkal, addig nem lehet elértnek tekinteni a lelki-szellemi szabadságot. Nem véletlenül volt több önmegvalósító irányzat és rend előírásai között az anyagi javakról való lemondás, sokszor a teljesség igényével. Ez annyit jelentett, hogy a rend tagjai vagyonukról lemondva, szegénységi fogadalmat téve csak a létfenntartáshoz szükséges élelmet, ruhát fogadták el alamizsnaként az adakozóktól. A rendtagok kötelességszerűen hirdették életformájukat a világban. Az önmegvalósító rendek és iskolák így transzformálták át az általánosan lenézett és elvetett szegénységet a lelki-szellemi iskolázottság magas szintű feltételévé. A nincstelenség önkéntes vállalása (Mahávíra, Buddha, Jézus, Mahátma Gandhi) az intuitív megismerés belső gazdagságát nyújtja a "keskeny úton járó" zarándokoknak.  
Az anyagiakhoz való viszonyt természetszerűleg határozza meg az emberi tudat felépítettsége. Az anyagiak jótékony célú felhasználásáról beszélünk, ha valaki a viszonzás belső elvárása nélkül osztja meg jólétét, vagyonát másokkal, de még ezen belül is számolhatunk fokozatbeli különbségekkel. A sokból, a feleslegesből juttatni valamennyit a rászorulónak közel sem jelent olyan áldozatot, mintha valaki a vagyonát (az életét) jelentő keveset is képes megosztani vagy akár teljesen átadni másnak. Az, ami az előbbi esetben csupán egy nemes gesztusból fakadó jó cselekedet, az az utóbbi esetben az ember énjének totális megtagadásával egyenlő. 
Az én funkciója a világban való tájékozódás, a különféle ismeretek és tapasztalások összegyűjtése. A megragadott ismeretekből fakadó átmeneti megnyugvás, kielégülés szakaszához hozzátapad a "begyűjtött" értékek megőrzésének igénye. Ez az emberi struktúrán belül az a védekező magatartás, amivel az én egy befelé irányuló mozgással igyekszik magát elhatárolni mindentől. Ezt nevezzük az én belélegző (zsugorodó) folyamatának. Az életösztön azonban természeténél fogva nem tűri meg az állandóság "tétlenségét", mivel csak a térhódítás, az újabb tapasztalatok megszerzésének folyamatában, a létesülés közegében érzi jól magát (az én kilélegzése). Az életösztön a ki- és belélegzések folytonosságában nyilvánul meg. Ismételten kiemelendő, hogy a jóga-márga nem a cselekvések teljes megtagadását hirdeti, hanem azt tanítja, hogy az embernek az adott szituációból következő legtisztább cselekvési módját kell kiválasztania, s ennek mentesnek kell lennie minden önös érdektől és számítástól. A jógi is cselekszik, amikor szükség van erre, de minden esetben arra kell törekednie, hogy ezt a mozdulatot mások javára, a viszonzás elvárásának mellőzésével tegye meg: "A tudatlanok a tettekhez való ragaszkodásból cselekszenek, óh Bhárata, de a bölcs a világ javáért dolgozzék, ragaszkodás nélkül". Aki így cselekszik, abban megszilárdul a nem-birtoklás elve, és betekintést nyerhet a kozmikus lét titkaiba, megismerheti az életösztönből fakadó születések okának eredetét. Az aszmitá és a lét keletkezésének oka ugyanabból a közös forrásból, a lét utáni szomjúságból (trisná) fakad. Az ezoterikus tapasztalás (bodha) erejével a jógi előtt feltárul az újraszületések (punardzsaman) titka is: "Az, aki többé semmit sem kíván egyéni tulajdonul, megismeri a lét keletkezésének titkát".

## Fordítás
- Ez a szócikk részben vagy egészben  az   Aparigraha című angol Wikipédia-szócikk fordításán alapul.  Az eredeti cikk szerkesztőit annak laptörténete sorolja fel. Ez a jelzés csupán a megfogalmazás eredetét és a szerzői jogokat jelzi, nem szolgál a cikkben szereplő információk forrásmegjelöléseként.